# Операция «Браво»
Операция «Браво» — контртеррористическая операция югославских войск, проведённая в мае 2001 года против Армии освобождения Прешево, Медведжи и Буяноваца. Результатами этой операции стала победа Югославии и ликвидация АОПМБ.

## Ход событий
Утром 24 мая начался ввод югославских войск в демилитаризованную зону. В этот же день в окрестностях города Прешево албанские боевики атаковали наступающую югославскую армию. В бою погиб полевой командир Ридван Чазими.
27 мая добровольно сдались бойцам KFOR полевые командиры братья Шефкет и Йонуз Муслиу, и несколько их приспешников.
31 мая югославские войска полностью заняли демилитаризованную зону.

## Итоги
Результатом операции «Браво» стала фактическая ликвидация демилитаризованной зоны на косовско-югославской границе.